# Pustuloppia madagassica
Pustuloppia madagassica är en kvalsterart som beskrevs av Sandór Mahunka 1994. Pustuloppia madagassica ingår i släktet Pustuloppia och familjen Oppiidae. Inga underarter finns listade i Catalogue of Life.